# 沙河铺镇
沙河铺乡，是中华人民共和国河南省信阳市固始县下辖的一个乡镇级行政单位。

## 行政区划
沙河铺乡下辖以下地区：
桥东社区、窑湾社区、花园社区、沙河社区、莲花村、堰套村、枣林村、杨集村、祁庙村、梓树村、联塘村、双庙村、湖沿村、玄中村、姚营村、闫营村、黄土村、郭岗村、柯楼村、夹河村、汪营村、庙庄村、张店村和红石村。